# Mimocacia
Mimocacia is een kevergeslacht uit de familie van de boktorren (Cerambycidae). De wetenschappelijke naam van het geslacht werd voor het eerst geldig gepubliceerd in 1937 door Breuning.

## Soorten
Mimocacia is monotypisch en omvat slechts de volgende soort:
- Mimocacia ferruginea Breuning, 1937